# Богёвци

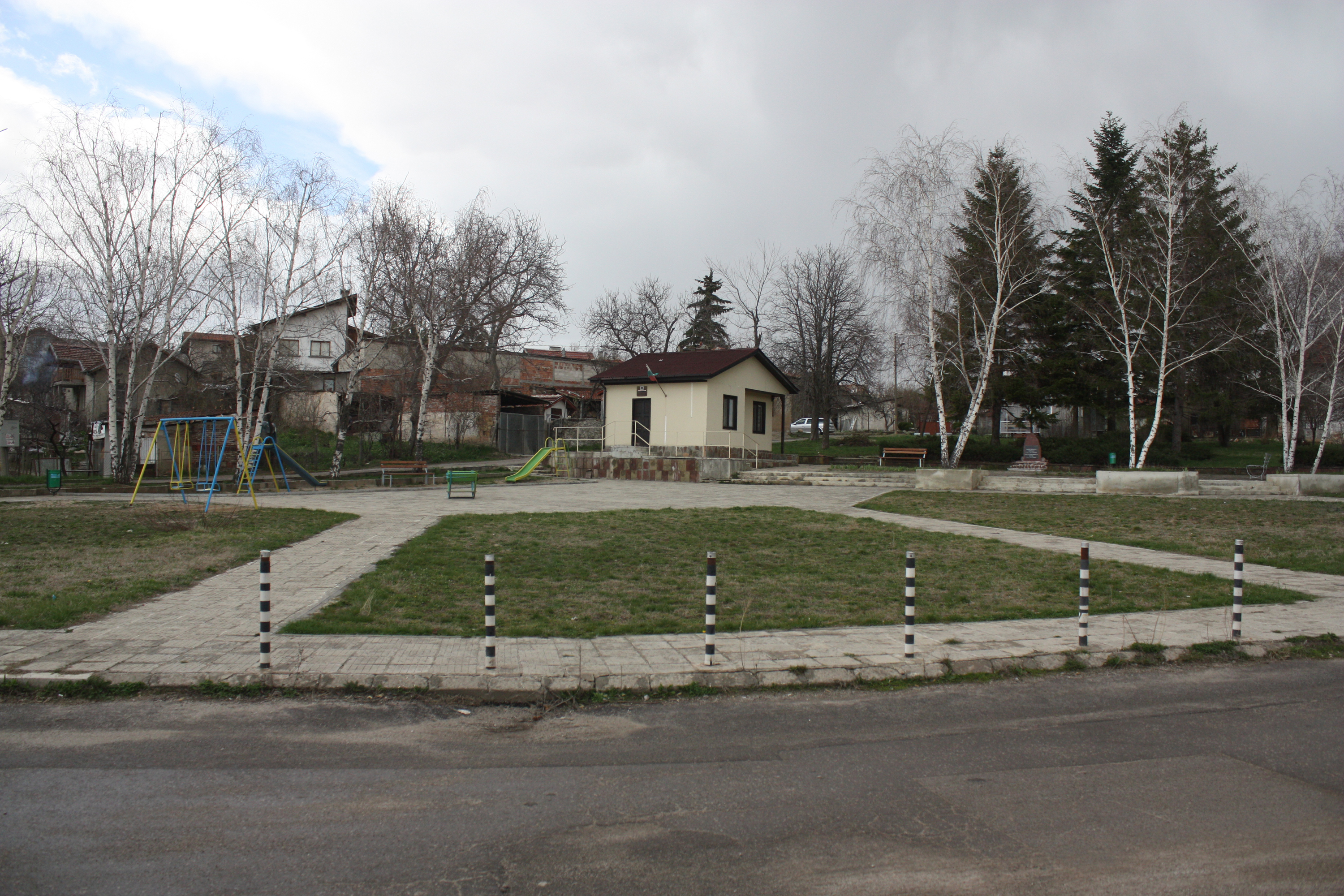
Центр Богевци с кметством и военным памятником

Богёвци (болг. Богьовци) — село в Болгарии. Находится в Софийской области, входит в общину Костинброд. Население составляет 238 человек (2022).

## Политическая ситуация
Богёвци подчиняется непосредственно общине и не имеет своего кмета.
Кмет (мэр) общины Костинброд — Красимир Вылов Кунчев (Болгарская социалистическая партия (БСП)) по результатам выборов.